# Spengler Cup 1997
Der Spengler Cup 1997 (französisch Coupe Spengler 1997) war die 71. Auflage des gleichnamigen Wettbewerbs und fand vom 26. bis 31. Dezember 1997 im Schweizer Luftkurort Davos statt. Als Spielstätte fungierte das dortige Eisstadion.
Es siegte erneut das Team Canada, das durch einen 8:3-Sieg im Finalspiel über Färjestad BK das Turnier gewann. In der Qualifikation hatten die Schweden die Partie noch mit 3:1 für sich entschieden. Das Team Canada errang den Titel damit zum dritten Mal in Folge und feierte den siebten Turniererfolg seit 1984. Der Kanadier Todd Elik war mit acht Scorerpunkten, darunter zwei Tore, erfolgreichster Akteur des Turniers.

## Modus
Die fünf teilnehmenden Teams spielten zunächst in einer Einfachrunde im Modus «jeder gegen jeden», so dass jede Mannschaft vier Spiele bestritt. Die beiden punktbesten Mannschaften nach Abschluss der zehn Qualifikationsspiele ermittelten schliesslich in einer zusätzlichen Partie den Turniersieger.

## Turnierverlauf

### Qualifikation
| 30. Dezember 1997 15:30 Uhr | HC Davos | 1:3 (1:0, 0:2, 0:1) | Team Canada | Eisstadion, Davos |

| 30. Dezember 1997 20:45 Uhr | Färjestad BK | 3:2 (1:1, 1:1, 1:0) | Jokerit Helsinki | Eisstadion, Davos |

| 30. Dezember 1997 15:30 Uhr | Adler Mannheim | 3:1 (0:0, 3:1, 0:0) | HC Davos | Eisstadion, Davos |

| 30. Dezember 1997 20:45 Uhr | Team Canada | 1:3 (0:1, 1:1, 0:1) | Färjestad BK | Eisstadion, Davos |

| 30. Dezember 1997 15:30 Uhr | Jokerit Helsinki | 3:2 (2:0, 1:1, 0:1) | Adler Mannheim | Eisstadion, Davos |

| 30. Dezember 1997 20:45 Uhr | HC Davos | 5:7 (0:0, 3:2, 2:5) | Färjestad BK | Eisstadion, Davos |

| 30. Dezember 1997 15:30 Uhr | Team Canada | 7:1 (1:0, 3:1, 3:0) | Adler Mannheim | Eisstadion, Davos |

| 30. Dezember 1997 20:45 Uhr | Jokerit Helsinki | 6:4 (2:0, 2:2, 2:2) | HC Davos | Eisstadion, Davos |

| 30. Dezember 1997 15:30 Uhr | Färjestad BK | 3:5 (0:0, 3:3, 0:2) | Adler Mannheim | Eisstadion, Davos |

| 30. Dezember 1997 20:45 Uhr | Team Canada | 3:2 (0:2, 2:0, 1:0) | Jokerit Helsinki | Eisstadion, Davos |

| Pl. |                  | Sp | S | N | Tore  | Punkte |
| --- | ---------------- | -- | - | - | ----- | ------ |
| 1.  | Team Canada      | 4  | 3 | 1 | 14:07 | 6:2    |
| 2.  | Färjestad BK     | 4  | 3 | 1 | 16:13 | 6:2    |
| 3.  | Jokerit Helsinki | 4  | 2 | 2 | 13:12 | 4:4    |
| 4.  | Adler Mannheim   | 4  | 2 | 2 | 11:14 | 4:4    |
| 5.  | HC Davos         | 4  | 0 | 4 | 11:19 | 0:8    |

### Final
| 31. Dezember 1997 12:00 Uhr | Team Canada | 8:3 (4:0, 4:2, 0:1) | Färjestad BK | Eisstadion, Davos |

## Siegermannschaft
| Spengler-Cup-Sieger Team Canada | Torhüter: Christian Bronsard, Jeff Ferguson, Dominic Roussel Verteidiger: Mickey Elick, Evan Marble, John Miner, Randy Perry, Adrien Plavsic, Reid Simonton, Phil Von Stefenelli Stürmer: Brian Bellows, Curtis Bowen, Brad Chartrand, Todd Elik, Shawn Heaphy, Chris Herperger, Craig MacDonald, Jason MacDonald, Bill McDougall, Rod Stevens, Chris Szysky, Wes Walz Cheftrainer: Andy Murray |

## Topscorer
| Platz | Spieler             | Tore | Assists | Punkte |
| ----- | ------------------- | ---- | ------- | ------ |
| 1     | Todd Elik           | 2    | 6       | 8      |
| 2     | JOK Kai Nurminen    | 3    | 3       | 6      |
| 2     | Jörgen Jönsson      | 3    | 3       | 6      |
| 4     | Pelle Prestberg     | 5    | 0       | 5      |
| 4     | Phil von Stefenelli | 5    | 0       | 5      |
| 6     | Ihor Tschybyrjew    | 4    | 1       | 5      |

## All-Star-Team
| Angriff:      | Pelle Prestberg – Wes Walz – JOK Kai Nurminen |
| Verteidigung: | Adrien Plavsic – Sergei Fokin                 |
| Tor:          | Dominic Roussel                               |